# Bistum Trenton
Das Bistum Trenton (lat.: Dioecesis Trentonensis, engl.: Diocese of Trenton) ist eine in den Vereinigten Staaten gelegene römisch-katholische Diözese mit Sitz in Trenton, New Jersey.

## Geschichte
Das Bistum Trenton wurde am 2. August 1881 durch Papst Leo XIII. aus Gebietsabtretungen des Bistums Newark errichtet. Am 9. Dezember 1937 gab das Bistum Trenton Teile seines Territoriums zur Gründung des Bistums Camden ab. Eine weitere Gebietsabtretung erfolgte am 19. November 1981 zur Gründung des Bistums Metuchen.
Das Bistum Trenton ist dem Erzbistum Newark als Suffraganbistum unterstellt.

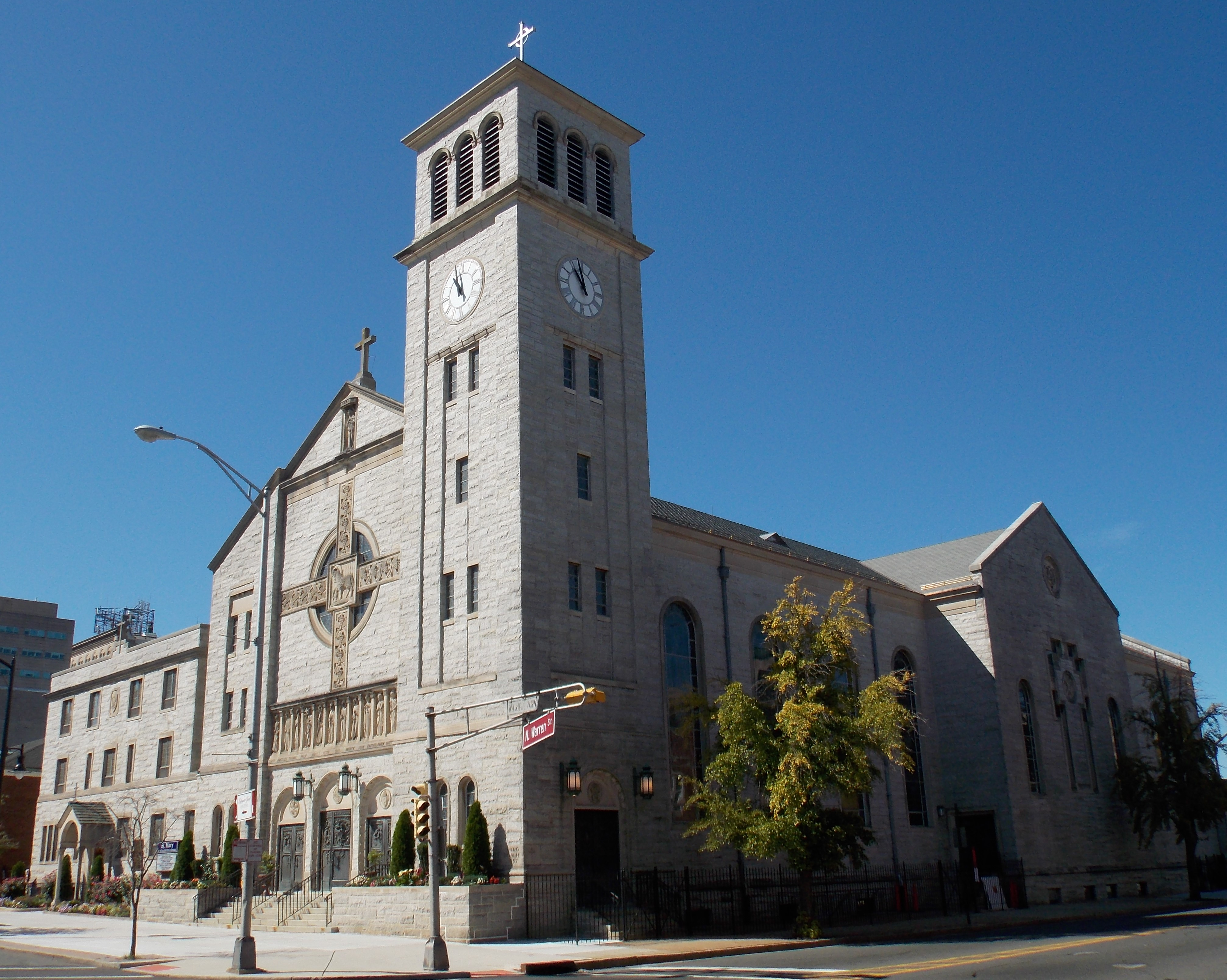
Kathedrale St. Mary of the Assumption in Trenton
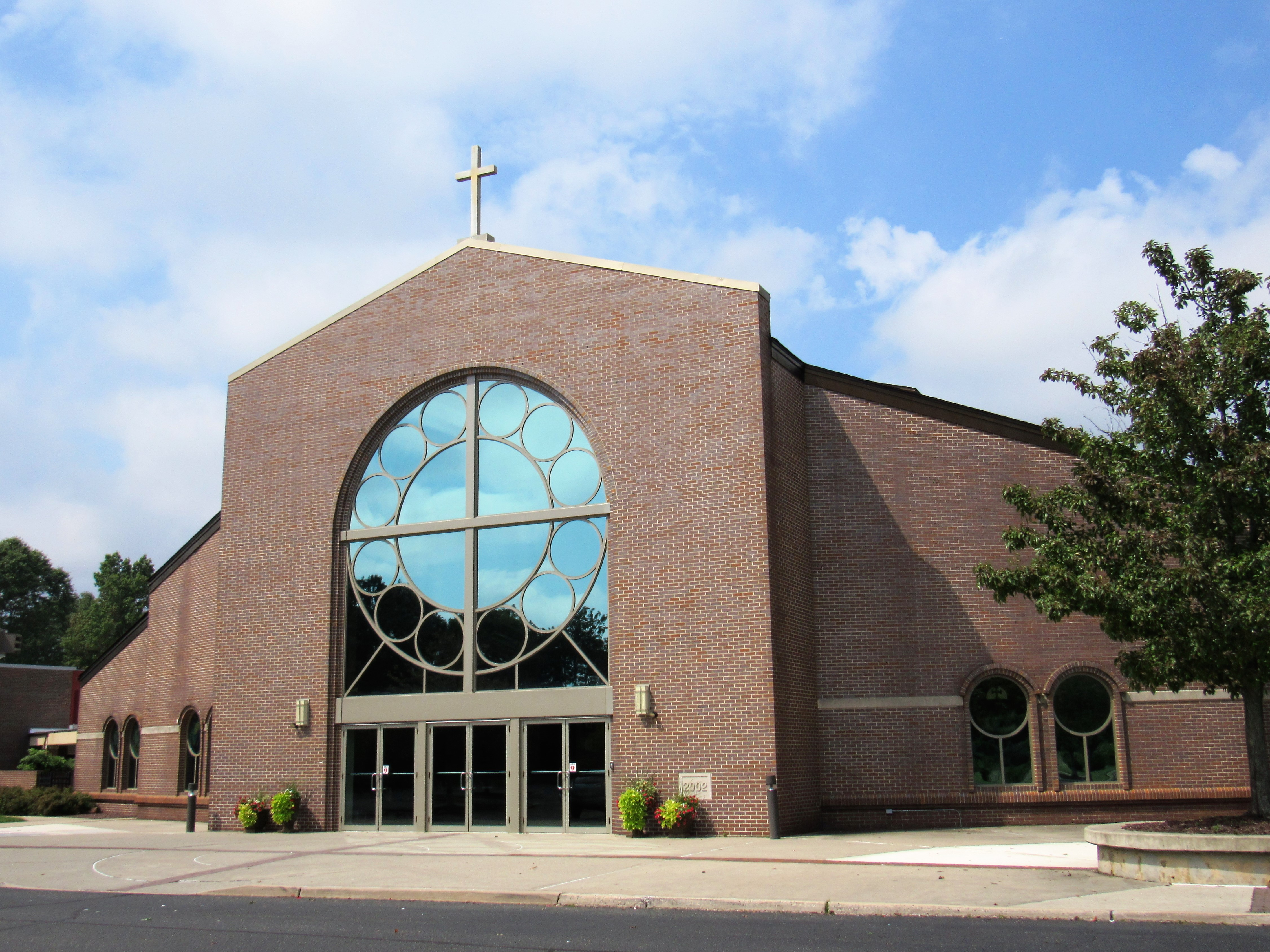
Konkathedrale St. Robert Bellarmine in Freehold

## Territorium
Das Bistum Trenton umfasst die im Bundesstaat New Jersey gelegenen Gebiete Burlington County, Mercer County, Monmouth County und Ocean County.

## Bischöfe von Trenton
- Michael Joseph O’Farrell, 1881–1894
- James Augustine McFaul, 1894–1917
- Thomas Joseph Walsh, 1918–1928, dann Bischof von Newark
- John Joseph McMahon, 1928–1932
- Moses Elias Kiley, 1934–1940, dann Erzbischof von Milwaukee
- William Aloysius Griffin, 1940–1950
- George William Ahr, 1950–1979
- John Charles Reiss, 1980–1997
- John Mortimer Fourette Smith, 1997–2010
- David Michael O’Connell CM, seit 2010